# オースティン (テキサス州)
オースティン（英語: Austin）は、アメリカ合衆国テキサス州中央部にある都市。同州の州都であり、州内の都市圏人口ではダラス、ヒューストン、サンアントニオに次ぐ規模である。経済規模の大きいテキサス州の州都である事から政治的影響力が大きく、イギリスが発表する「グローバリゼーションと世界都市研究ネットワーク」(GaWC)の2019年版においてはベータ－の都市と評価されている。これはデトロイトやミネアポリスなど全米の主要都市と並んでおり、アメリカ南部有数の世界都市である。

## 概要
1839年にテキサス共和国の首都が置かれ、アメリカ合衆国への併合後もテキサス州の州都の地位にある。1930年代にコロラド川の開発によって家具や煉瓦、食料品、製油、皮革などの工業が発展した。また、1940年代に軍事産業も成立した。
顕著な発展を支えているのがIT産業であり、産学連携の元、目覚ましい経済成長と人口増加を誇っている。郊外を含め、周辺は丘陵地が多いためシリコンバレーにあやかってシリコンヒルズと名乗っており、サムスン電子が全米最大の拠点としているほか、Apple、デル、インテルなどの企業が拠点を置いている。近年はオラクル、テスラなども本社をオースティンに移した。ホールフーズ・マーケットなど他業種の進出も目覚ましく、近年はナノテクノロジーやバイオテクノロジーなどIT以外の技術の集積を図っている。
Expansion Managementによる「将来のビジネス・ロケーションのトップ都市」において、2006年度と2007年度に1位に選出されるなど、全米で最も発展が著しい都市の一つとなっている。また、毎年3月には「サウス・バイ・サウスウエスト」（South by Southwest、略記：SXSW）が行われる都市として知られている。
なお、テキサス州は政治的に保守的な州として有名だが、オースティンは例外的にリベラルな気質な人が多い事で知られている。

## 歴史
オースティンのあるトラヴィス郡、ヘイズ郡、ウィリアムソン郡近辺には紀元前9,200年頃から人類居住の痕跡があった。ジョージタウンとフォート・フッドの間にある史跡からの資料によると、更新世後期（氷河時代）には既にクローヴィス文化を持つ人類がいたとされる。
トンカワ族、コマンチェ族、リパン・アパッチ族が居住していたこの地域に、欧州、主にスペインからの移民が到達し、少数ながら拠点を築き始めた。1730年にはテキサス東部からのミッション団が結成され、オースティンのコロラド川南岸（現在のジルカー公園の辺り）に居住した。このミッション団は約7ヶ月ほどでサンアントニオに移動した。18世紀中頃にはまたサンザビエル・ミッション団がコロラド川沿い西部（現ミラム郡）に探索拠点を置いた。19世紀初期にはスペイン軍の砦が現在のバストロップとサンマルコスに置かれた。メキシコ独立を受けてテキサス中央部に新しい居住地が出来たが、地域の先住民族との対立のため発展は停滞した。
1835年-1836年に、テキサス人はテキサス革命の戦争に勝利しメキシコからテキサス共和国として独立。1839年にテキサス共和国議会は独立の主導者であるスティーブン・オースティンの名を持つ首都の場所を決定する評議会を結成、テキサス共和国第2代大統領ミラボー・ラマーは水源、丘陵、環境のよいウォータールーと呼ばれる地域を推薦した
。この地が結局選ばれオースティンと呼ばれることになった。ここはサンタフェとガルベストン湾を結ぶ交通の要衝で、北メキシコとレッド川を結ぶ地域でもあった。

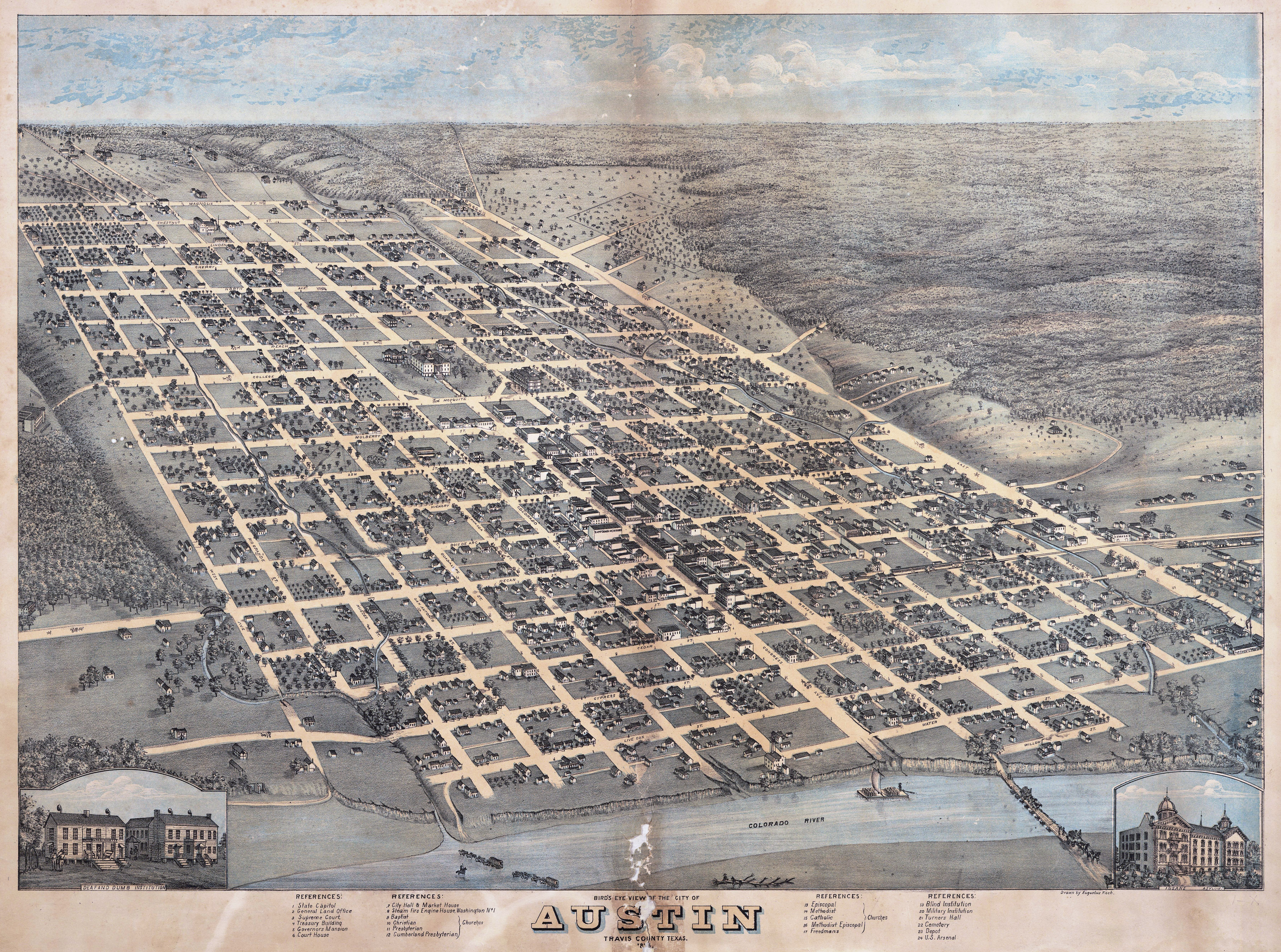
1873年のエドウィン・ウォーラーによるオースティン区域図

## 地理
オースティンは北緯30度18分01秒、西経97度44分50秒(30.300474,-97.747247)に位置している。また、ハワイ州ホノルル以外では最も南に位置する州都である。
コロラド川が流れ、複数の人造湖が存在する。
アメリカ合衆国統計局によると、この都市は総面積845.66km2(326.51mi2)である。このうち828.64km2(319.94mi2)が陸地で17.02km2(6.57mi2)が水地域である。総面積の2.01%が水地域となっている。

## 気候
ケッペンの気候区分では温暖湿潤気候（Cfa）に属する。
| オースティンの気候                               | オースティンの気候 | オースティンの気候 | オースティンの気候 | オースティンの気候 | オースティンの気候 | オースティンの気候 | オースティンの気候 | オースティンの気候 | オースティンの気候 | オースティンの気候 | オースティンの気候 | オースティンの気候 | オースティンの気候 |
| 月                                               | 1月                | 2月                | 3月                | 4月                | 5月                | 6月                | 7月                | 8月                | 9月                | 10月               | 11月               | 12月               | 年                 |
| ------------------------------------------------ | ------------------ | ------------------ | ------------------ | ------------------ | ------------------ | ------------------ | ------------------ | ------------------ | ------------------ | ------------------ | ------------------ | ------------------ | ------------------ |
| 最高気温記録 °C （°F）                           | 32 (90)            | 37 (99)            | 37 (98)            | 37 (99)            | 40 (104)           | 43 (109)           | 43 (109)           | 44 (112)           | 44 (112)           | 38 (100)           | 33 (91)            | 32 (90)            | 44 (112)           |
| 平均最高気温 °C （°F）                           | 16.4 (61.5)        | 18.4 (65.2)        | 22.3 (72.2)        | 26.6 (79.8)        | 30.3 (86.5)        | 33.4 (92.1)        | 35.3 (95.6)        | 36.1 (97.0)        | 32.5 (90.5)        | 27.7 (81.8)        | 21.9 (71.4)        | 17.1 (62.7)        | 26.5 (79.7)        |
| 平均最低気温 °C （°F）                           | 5.3 (41.5)         | 7.1 (44.8)         | 10.7 (51.3)        | 14.8 (58.6)        | 19.3 (66.7)        | 22.4 (72.3)        | 23.6 (74.4)        | 23.7 (74.6)        | 20.8 (69.4)        | 15.9 (60.6)        | 10.3 (50.6)        | 5.7 (42.3)         | 14.9 (58.9)        |
| 最低気温記録 °C （°F）                           | −19 (−2)           | −18 (−1)           | −8 (18)            | −1 (30)            | 4 (40)             | 11 (51)            | 14 (57)            | 14 (58)            | 5 (41)             | −1 (30)            | −7 (20)            | −16 (4)            | −19 (−2)           |
| 降水量 mm （inch）                               | 56.4 (2.22)        | 51.3 (2.02)        | 70.1 (2.76)        | 53.1 (2.09)        | 112 (4.41)         | 110 (4.33)         | 47.8 (1.88)        | 59.7 (2.35)        | 75.9 (2.99)        | 98.6 (3.88)        | 75.2 (2.96)        | 61 (2.40)          | 871 (34.29)        |
| 降雪量 cm （inch）                               | 1 (0.4)            | 0.5 (0.2)          | 0 (0)              | 0 (0)              | 0 (0)              | 0 (0)              | 0 (0)              | 0 (0)              | 0 (0)              | 0 (0)              | 0 (0)              | 0 (0)              | 1.5 (0.6)          |
| 平均降水日数 （≥0.01 in）                        | 7.4                | 7.4                | 9.2                | 7.1                | 8.9                | 7.7                | 5.4                | 4.9                | 6.7                | 7.5                | 7.5                | 7.8                | 87.6               |
| 平均降雪日数 （≥0.1 in）                         | 0.2                | 0.3                | 0                  | 0                  | 0                  | 0                  | 0                  | 0                  | 0                  | 0                  | 0                  | 0                  | 0.5                |
| 平均月間日照時間                                 | 164.3              | 169.5              | 204.6              | 207.0              | 226.3              | 285.0              | 316.2              | 297.6              | 234.0              | 217.0              | 168.0              | 155.0              | 2,644.5            |
| 出典1：NOAA(極値 1897–present) Weather.com(極値) |                    |                    |                    |                    |                    |                    |                    |                    |                    |                    |                    |                    |                    |
| 出典2：HKO(日照、 1961–1990)                     |                    |                    |                    |                    |                    |                    |                    |                    |                    |                    |                    |                    |                    |

## 人口動勢
2000年国勢調査で、この都市は人口656,562人、265,649世帯および141,590家族が暮らしている。人口密度は1,007.9/km2(2,610.4/mi2)である。425.0/km2(1,100.7/mi2)の平均的な密度に276,842軒の住宅が建っている。この都市の人種的な構成は白人65.36%、アフリカン・アメリカン10.05%、ネイティブ・アメリカン0.59%、アジア4.72%、太平洋諸島系0.07%、その他の人種16.23%および混血2.99%である。人口の30.55%はヒスパニックまたはラテン系である。
この都市内の住民は22.5%が18歳未満の未成年、18歳以上24歳以下が16.6%、25歳以上44歳以下が37.1%、45歳以上64歳以下が17.1%および65歳以上が6.7%にわたっている。中央値年齢は30歳である。女性100人ごとに対して男性は105.8人である。18歳以上の女性100人ごとに対して男性は105.7人である。
この都市の世帯ごとの平均的な収入は42,689米ドルであり、家族ごとの平均的な収入は54,091米ドルである。男性は35,545米ドルに対して女性は30,046米ドルの平均的な収入がある。この都市の一人当たりの収入（per capita income）は24,163米ドルである。人口の14.4%および家族の9.1%は貧困線以下である。全人口のうち18歳未満の16.5%および65歳以上の8.7%は貧困線以下の生活を送っている。

## 教育

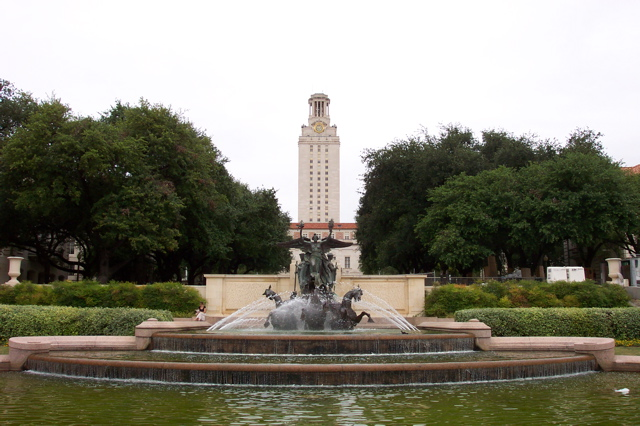
テキサス大学オースティン校

オースティンには、州立のテキサス大学オースティン校が設置されている。同大学は、テキサス大学システムの旗艦校となっている。
テキサス大学システムに含まれる他の高等教育施設には、Austin Community College、Concordia University、Huston-Tillotson UniversityおよびSt. Edward's Universityなどがある。
オースティンの大部分はオースティン独立学区（Austin Independent School District）によってカバーされているが、他にRound Rock Independent School District、Pflugerville Independent School District、Leander Independent School DistrictおよびEanes Independent School Districtといった学区も存在する。

## 交通

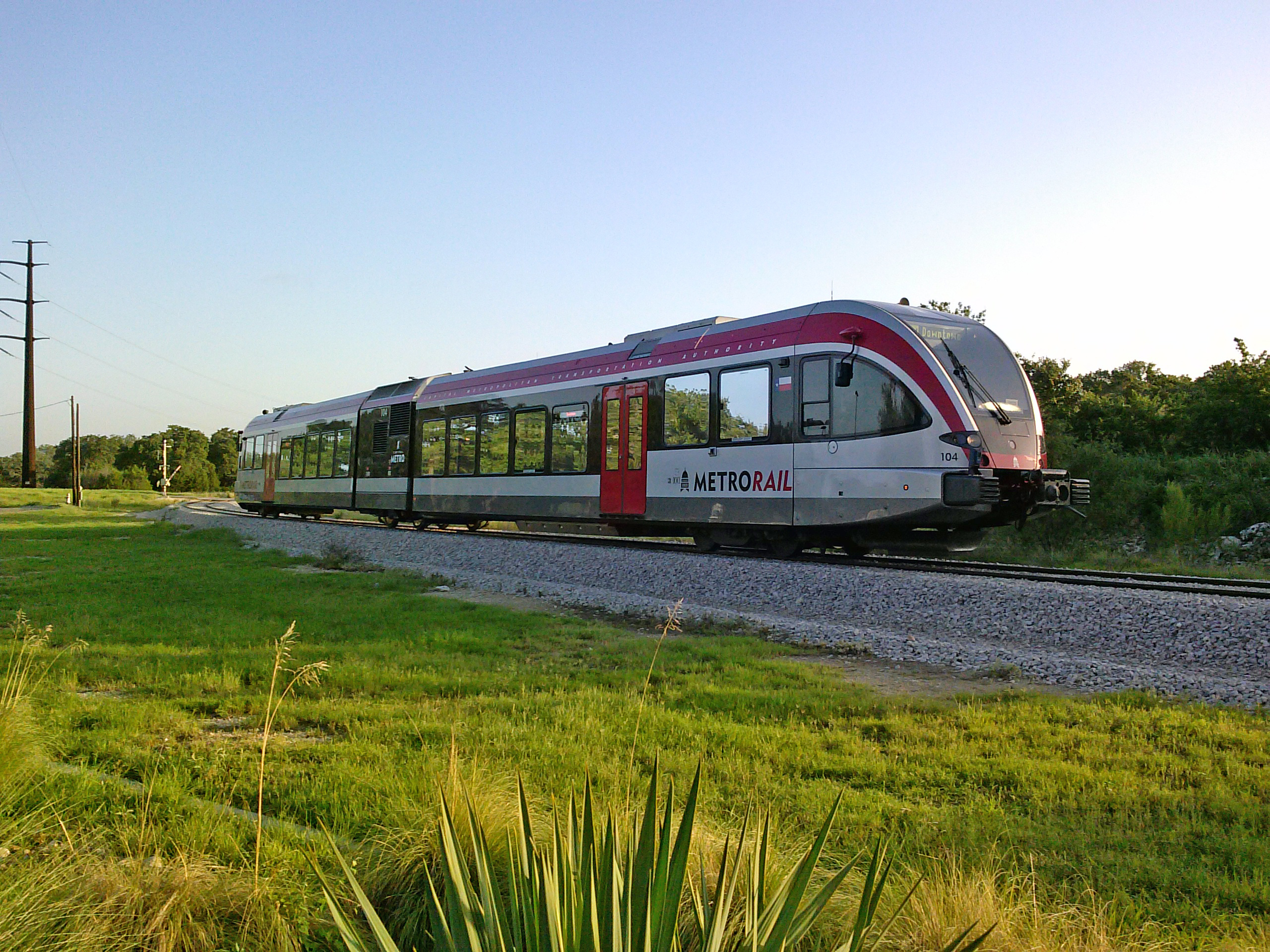
キャプメトロ レール

市内交通は「キャプメトロ」が路線バスとライトレールを運行している。ライトレールは非電化単線の貨物線を転用したもので、ディーゼル・エレクトリック方式の車両を使用している。ダウンタウンとリーアンダーを結ぶ1線のみ。
オースティン駅 にはアムトラックの長距離列車が発着する。
オースティン・バーグストロム国際空港は街の南東8キロメートルに位置する。国内線が主体の空港である。
州間高速道路35号線が市域を南北に縦断している。

## スポーツ
オースティンに拠点を置くメジャースポーツとしてMLSのオースティンFCがある（2021年まではメジャースポーツフランチャイズを持たない最大人口の都市としても知られていた）。オースティンは元来サッカー人気の高い都市でもあり、MLSのフランチャイズ誘致は以前より盛んに行われていた（過去にも誘致運動が行われ、2008年にオースティン・アズテックスが発足し2010年より参入予定となっていた《同チームは最終的にオーランド・シティSCとなる》。また、2017年には全米屈指の強豪コロンバス・クルーの移転話も浮上したことがあった）。昨今ではアメリカで最もサッカー熱の高い都市の一つに数えられることもある。
アメリカンフットボールはカレッジフットボールとして盛んで、最大101,000人を収容するフットボールスタジアム、ダレル・K・ロイヤルテキサスメモリアルスタジアムがあり、テキサス大学のテキサス・ロングホーンズがホームとしている。
その他スポーツとして、オースティンはテキサス・ヒル・カントリーに面していることから自転車競技が盛んである。オースティン近郊にはF1アメリカグランプリが開催されるサーキット、サーキット・オブ・ジ・アメリカズもある。

## 姉妹都市
オースティンはSister Cities International,Inc.（SCI）によって指定された12の姉妹都市を有している。
- アデレード（オーストラリア連邦南オーストラリア州）
- アンジェ（フランス共和国メーヌ＝エ＝ロワール県）
- コブレンツ（ドイツ連邦共和国ラインラント＝プファルツ州）
- リマ（ペルー共和国リマ郡）
- マセル（レソト王国マセル県）
- 大分市（日本国大分県）
- サルティーヨ（メキシコ合衆国コアウイラ州）
- 台中市（中華民国）
- オルル（ナイジェリア連邦共和国イモ州）
- 光明市（大韓民国京畿道）
- シーサンパンナ（中華人民共和国雲南省）
- アンタルヤ（トルコ共和国アンタルヤ県）